# Flughafen Fukushima

i8
i11
i13
Der Flughafen Fukushima (japanisch 福島空港 Fukushima Kūkō, IATA-Code: FKS, ICAO-Code: RJSF) ist ein kleiner Verkehrsflughafen der Stadt Sukagawa in der japanischen Präfektur Fukushima.

## Lage
Der Flughafen liegt etwa acht Kilometer südöstlich vom Stadtzentrum Sukagawas. Die nächste größere Stadt ist Kōriyama, etwa 20 Kilometer nordöstlich vom Flugplatz gelegen.

## Flugplatzmerkmale
Nach japanischer Gesetzgebung gilt der Flughafen als einer der 3. Klasse. Zumindest zeitweise wurden auch internationale Flüge nach Seoul-Incheon und Shanghai angeboten.
Der Flughafen verfügt über verschiedene Navigationshilfen.
Das Drehfunkfeuer (VOR) sendet auf Frequenz: 113,45 MHz mit der Kennung: FKE.
Ein Distance Measuring Equipment (DME) ist vorhanden. Die Ortsmissweisung beträgt 7° West. (Stand: 2006)

## Zwischenfälle
Laut ASN sind keine Unfälle in der Nähe des Flughafens bekannt.